# Wallace et Gromit : Le Projet zoo
 (mars 2019).
Si vous disposez d'ouvrages ou d'articles de référence ou si vous connaissez des sites web de qualité traitant du thème abordé ici, merci de compléter l'article en donnant les références utiles à sa vérifiabilité et en les liant à la section « Notes et références ».
Wallace et Gromit : Le Projet zoo (Wallace and Gromit in Project Zoo) est un jeu vidéo sorti sur PlayStation 2, GameCube, PC et Xbox mettant en scène Wallace et Gromit et Feathers Mac Graw. 

## Synopsis
Wallace et Gromit se rendent au zoo de West Wallaby Street pour l'anniversaire d'un ourson, Archie, qu'ils ont accepté de parrainer. Mais en arrivant au zoo, ils constatent que ce dernier est fermé. Ils aperçoivent une étrange silhouette — qui est en réalité celle de Feathers Mac Graw, le manchot du film d'animation Un mauvais pantalon — après avoir construit une machine permettant l'accès au zoo ; ils suivent Feathers qui a capturé Archie dans la maison de la jungle et l'aventure commence.

## Objectifs
Le but principal est de sauver Archie de l'antipathique manchot ; mais avant d'y parvenir, il faut traverser sept zones où les animaux sont réduits en esclavage : 
- la maison de la jungle : les éléphants ;
- le temple : les éléphants ;
- la mine : les castors ;
- le volcan : les gorilles ;
- l'entrepôt : les pandas ;
- la maison de la glace : les ours polaires ;
- le Diamant-o-matic : les zèbres.

Dans chaque zone, il y a trois cages où des bébés animaux sont enfermés. Il y a aussi des machines cassées qui ont besoin d'être réparées, ou simplement remises en état.

### Objectif 1: sauver les bébés animaux
Il faut trouver le moyen d'accéder à la cage en parcourant la zone et trouver le moyen de pouvoir s'approcher de la cage. Pour libérer un bébé, il faut s'approcher de la cage et appuyer sur la touche « triangle ».

### Objectif 2: réparer  des machines
Souvent dans le jeu, il y a des machines cassées, des leviers, des boutons hors service que Wallace peut réparer. Il existe deux types de machines.

#### Les machines à écrous
Ces machines ont une icône d'écrou jaune au-dessus qui contient un nombre indiquant le nombre d'écrous qu'il faut pour réparer. On peut récupérer des écrous en parcourant la zone ou en détruisant des ennemis.

#### Les machines à outils
Ces derniers ont une icône de clé plate jaune avec un nombre qui est en réalité le nombre d'outils nécessaires pour pouvoir la réparer. Les outils sont des items jaunes et produisant un bruit aigu lorsqu'on se rapproche d'eux. Il existe dix outils différents :
- la clé plate ;
- le marteau arrache-clou ;
- la perceuse ;
- la pince universelle ;
- la scie égoïne ;
- le tournevis ;
- la clé à crémaillère ;
- le serre-joint ;
- le rabot ;
- le cutter.

## Accueil
- Jeuxvideo.com : 12/20[2]